# 아프리카사바나멧토끼
아프리카사바나멧토끼(Lepus microtis)는 토끼과에 속하는 포유류의 일종이다. 알제리, 보츠와나, 부룬디, 차드, 콩고민주공화국, 에티오피아, 감비아, 기니, 기니비사우, 케냐, 리비아, 말리, 모리타니, 모로코, 나미비아, 니제르, 르완다, 세네갈, 시에라리온, 남아프리카공화국, 수단, 탄자니아, 튀니지, 우간다 그리고 잠비아에서 발견된다.

## 같이 보기
- 산토끼속